# Drapetis pusilla
Drapetis pusilla är en tvåvingeart som beskrevs av Friedrich Hermann Loew 1859. Drapetis pusilla ingår i släktet Drapetis och familjen puckeldansflugor. Arten är reproducerande i Sverige. Inga underarter finns listade i Catalogue of Life.